# Gesves
Gesves (en való Djeve) és un municipi belga de la província de Namur i de la regió geogràfica del Condroz, que compren cinc antics pobles: Gesves, Faulx-les-Tombes, Haltinne, Mozet i Sorée.
Gesves gaudeix d'un marc natural força variat, amb un 58% de terrenys agrícoles i diversos boscos i petites valls creades pel riu Samson i els seus rierols afluents. El municipi és conegut com el "país dels cavalls", ja que s'hi troba ubicada l'hípica provincial de Namur. També s'hi troben més de sis castells, l'església romànica del segle xi Notre-Dame du Mont-Carmel, l'abadia de Grandpré (segle xiii), així com dos centres prehistòrics notables: les grutes de Goyet, que van ser habitades per l'home des del 120 000 aC i declarades Patrimoni Nacional de Bèlgica, i el "forat de Strud", un ric jaciment de fòssils on s'ha trobat, entre d'altres, l'insecte més antic conegut (la Strudiella devonica, d'uns 365 milions d'anys).